# Rhinogobius wuyiensis
Rhinogobius wuyiensis es una especie de pez de la familia de los Gobiidae en el orden de los Perciformes.

## Morfología
Los machos pueden llegar a alcanzar los 4,2 cm de longitud total y las  hembras 3,86.

## Hábitat
Es un pez de Agua dulce, de clima subtropical y demersal.

## Distribución geográfica
Se encuentran en Asia: río Wuyi (Zhejiang, la China ).

## Observaciones
Es inofensivo para los humanos.